# 岭南臭椿
岭南臭椿（学名：Ailanthus triphysa）为苦木科臭椿属下的一个种。

## 扩展阅读
- 維基物種上的相關：岭南臭椿